# Алфимцева, Нина Никаноровна
Ни́на Никано́ровна Алфи́мцева – бригадир свиноводческой фермы совхоза «Жуковский» Смоленского района Смоленской области, Герой Социалистического Труда (1971).

## Биография
Нина Алфимцева родилась в крестьянской семье 7 июля 1935 года в деревне Безносиково, Духовщинский район, Смоленская область.
Детство Нины пришлось на суровые годы Великой Отечественной войны. Когда немецко-фашистские войска оккупировали Смоленскую область, её отец ушёл в партизанский отряд.  В 1942 году, он был схвачен гитлеровцами и на глазах жены и двух дочерей был расстрелян в своей деревне. Пришлось партизанской вдове скрываться от врагов в соседних деревнях.
После освобождения Смоленской области от фашистов Нина пошла учиться в начальную школу. Окончив среднюю школу, поступила на работу в совхоз «Жуковский». В 1961 году она стала бригадиром свиноводческой бригады. Заочно училась и в 1968 году окончила Всесоюзный заочный сельскохозяйственный институт, получила диплом по специальности учёного зоотехника. В 1969 году Алфимцева вступила в ряды КПСС.
Указом Президиума Верховного Совета СССР от 8 апреля 1971 года за выдающиеся успехи, достигнутые в развитии сельскохозяйственного производства и выполнении пятилетнего плана продажи государству продуктов  животноводства, Нине Никаноровне Алфимцевой было присвоено звание Героя Социалистического Труда с вручением Ордена Ленина и Золотой медали «Серп и Молот».
В сентябре 1975 года стала работать старшим зоотехником свиноводческого комплекса совхоза «Жуковский» в Смоленском районе Смоленской области.
В 1966 году Алфимцева избиралась делегатом XXIII съезда КПСС, также была членом районного комитета КПСС, депутатом сельского Совета народных депутатов. Награждена орденом Ленина (8 апреля 1971 года) и медалями, в том числе медалью «За трудовую доблесть» (1970 год).
В настоящее время – на пенсии. Нина Алфимцева проживает в поселке Жуково Смоленского района Смоленской области.

## Статьи о Нине Алфимцевой в периодических изданиях
- Дело всех и каждого [Об Н.Н. Алфимцевой] // Рабочий путь. - 1982.- 29 мая.
- Дело чести каждого из нас. Предсъездовская перекличка тружеников села [Об Н.Н. Алфимцевой] // Рабочий путь. – 1971.- 20 января.
- «О присвоении звания Героя Социалистического Труда за выдающиеся успехи, достигнутые в развитии сельскохозяйственного производства и выполнении пятилетнего плана продажи государству продуктов земледелия и животноводства.» Указ Президиума Верховного Совета СССР от 8 апреля 1971 года// Ведомости Верховного Совета СССР-1971-К 15 (Приложение к № 15 (1569) от 14 апреля 1971г – С10), Рабочий путь.- 1971.- 1 мая. (В том числе Алфимцевой Нине Никаноровне – бригадиру свиноводческой бригады совхоза «Жуковский» Смоленского района).
- Резервы крестьянского подворья [Об Н.Н. Алфимцевой] // Рабочий путь.- 1982.- 29 мая.
- Чтобы достичь цели [Об Н.Н. Алфимцевой] // Рабочий путь.- 1987.- 14 июля.